# Nagyecsed
Nagyecsed je mesto na Madžarskem, ki upravno spada pod podregijo Mátészalkai Županije Szabolcs-Szatmár-Bereg.